# Al De Lory
Alfred V. De Lory (31 de enero de 1930 – 5 de febrero de 2012) fue un productor discográfico, arreglista y músico de sesión estadounidense. -durante los años 60, produjo y arregló algunos de los grandes éxitos de Glen Campbell incluido "Gentle on My Mind" y los temas escritos por Jimmy Webb, "By the Time I Get to Phoenix", "Wichita Lineman" y "Galveston". Fue también miembro del prestigioso grupo de músicos de sesión de  Los Ángeles conocido como The Wrecking Crew.

## Biografía
Nacido en Los Ángeles, De Lory fue hijo de un músico de sesión y de niño recibió formación musical. Realizó sus primeros arreglos musicales durante el servicio militar y una vez licenciado comenzó a tocar el piano en orquestas de estudio y en clubes. 
A finales de los 50 De Lory coescribió el éxito de 1960 "Mr. Custer", grabado por Larry Verne. A comienzos de los años 60 se integró como tecladista de sesión para varias producciones de Phil Spector, contribuyendo a desarrollar la técnica del "Wall of Sound" y participando en grabaciones de Surf rock como el álbum de The Beach Boys, Pet Sounds.
A mediados de los años 60, Ken Nelson lo fichó como arreglista y productor para Capitol Records, siendo una pieza clave del éxito comercial de Glen Campbell durante los años 1967 a 1970. Como líder de su propia banda De Lory consiguió el éxito gracias al tema instrumental "Song from M*A*S*H". En los 70 se mudó a Nashville, donde produjo a artistas country. También desarrolló su propia carrera musical como líder de varios grupos de Jazz latino.
La hija de De Lory, Donna De Lory, es cantante de sesión y durante muchos años fue corista de Madonna.
De Lory falleció en Nashville, Tennessee, a los 82 años de edad.

## Discografía selecta

### Como músico de sesión
- 1962 	"He's a Rebel" – The Crystals. Producido por Phil Spector
- 1963	"Zip-a-Dee-Doo-Dah" – Bob B. Soxx & the Blue Jeans. Producido por Phil Spector
- 1963	A Christmas Gift for You – Varios Artistas. Producido por Phil Spector
- 1963	"Hey Little Cobra" – The Rip Chords. Producido por Terry Melcher y Bruce Johnston
- 1965   Wonderful Life – Irene Kral
- 1966	Pet Sounds – The Beach Boys. Producido por Brian Wilson

También grabó para Jan & Dean, The Hondells, Doris Day, Tina Turner, The Righteous Brothers

### Como productor y/o arreglista

#### Con Glen Campbell
- 1967 Burning Bridges
- 1967 Gentle on My Mind (#5 US album)
- 1967 By the Time I Get to Phoenix (#15 US album)
- 1968 Hey Little One (#26 US album)
- 1968 A New Place in the Sun (#24 US album)
- 1968 Bobbie Gentry and Glen Campbell (#11 US album)
- 1968 That Christmas Feeling (#1 Billboard Christmas album)
- 1968 Wichita Lineman (#1 US album)
- 1969 Galveston (#2 US album)
- 1969 True Grit (#77 US album)
- 1969 Glen Campbell Live (#13 US album)
- 1970 Try a Little Kindness (#12 US album)
- 1970 Oh Happy Day (#38 US album)
- 1970 Norwood (#90 US album)
- 1970 The Glen Campbell Goodtime Album (#27 US album)
- 1971 The Last Time I Saw Her (#87 US album)
- 1971 Anne Murray / Glen Campbell (#128 US album)
- 1972 The Artistry of Glen Campbell

#### Con otros artistas
Donovan, The Four Preps, Dobie Gray, The Lettermen, Donna Loren, Al Martino, Anne Murray, Jim Nabors, Wayne Newton, Andy Russell, The Sugar Shoppe, The Turtles, Ricky Van Shelton

### Como solista
- 1969 The Glen Campbell Song Book
- 1969 Plays "Midnight Cowboy"
- 1970 Plays Song from M*A*S*H
- 1970 Theme from Love Story and Other Themes of Romance
- 1980 Somebody's Knockin′
- 1996 Floreando: Salsa Jazz
- 2009 Hot Gandinga: Hotter Than Hot Salsa Jazz!

### Bandas sonoras
- 1973 Jory
- 1974 Buster and Billie
- 1975 The Devil's Rain
- 1985 What Comes Around

## Galardones
- 1967 Grammy Award - Best Country & Western Recording: "Gentle On My Mind". Productor: Al De Lory
- 1968 Grammy Award - Album of the Year: By The Time I Get To Phoenix. Productor: Al De Lory